# The Shirelles
The Shirelles byla americká dívčí čtyřčlenná hudební skupina založená v roce 1957. Skupinu tvořili Shirley Owens, Doris Coley, Beverly Lee a Addie „Micki“ Harris. V roce 1960 se dostala do hitparády Billboard Hot 100 s písní „Will You Love Me Tomorrow“.
Skupina se rozpadla v roce 1982, kdy Addie Harris zemřela na infarkt.
V roce 1996 byla skupina uvedena do Rock and Roll Hall of Fame. V roce 2004 zařadil časopis Rolling Stone do svého žebříčku 100 největších umělců všech dob na 76. příčku.